# Wasserturm Ratzeburg-St. Georgsberg
| Wasserturm Ratzeburg-St. Georgsberg | Wasserturm Ratzeburg-St. Georgsberg      |
| Wasserturm                          | Wasserturm                               |
| Daten                               | Daten                                    |
| ----------------------------------- | ---------------------------------------- |
| Baujahr:                            | 1927                                     |
| Turmhöhe:                           | 12,15 m                                  |
| Nutzhöhe:                           | 9,25 m                                   |
| Behälterart:                        | Zylindrischer Behälter                   |
| Behältervolumen :                   | 75 m³                                    |
| Ursprüngliche Nutzung:              | Trinkwasserversorgung von St. Georgsberg |

Der Wasserturm Ratzeburg-St. Georgsberg ist neben dem Wasserturm an der Hindenburghöhe der zweite Wasserturm in Ratzeburg. Er steht auf einer Anhöhe am Klopstockweg, dem höchsten Punkt des Ratzeburger Stadtteils St. Georgsberg.

## Bauwerk
Der eigentliche Wasserturm, der später einen Anbau erhielt, ist ein schlichter – in seiner Außenform oktogonal ausgeführter – Backsteinbau von 12 m Höhe, gegliedert in vier Stockwerke. Das nach oben folgende Stockwerk ist jeweils schmaler als das vorherige, so dass sich konischer Gesamteindruck ergibt. Ein Geländer umgibt das flache Dach. Dort sind heute Funkantennen montiert, ursprünglich trug das Dach ein großes Windrad. Dieses trieb eine Gestängepumpe an, die das Wasser aus einem neben dem Turm befindlichen Brunnen förderte.

## Geschichtliches
Die damals eigenständige Gemeinde St. Georgsberg plante ab 1926 den Bau eines Wasserwerks. Der Bürgermeister bevorzugte den Anschluss an die bestehende Ratzeburger Wasserversorgung. Ratzeburg knüpfte seine Zustimmung jedoch an Verhandlungen über die Eingemeindung. Das wurde von der Gemeindevertretung abgelehnt und so errichtete die Gemeinde 1927 ein eigenes kleines Wasserwerk mit Wasserturm.
Die Eingemeindung erfolgte dann trotzdem im folgenden Jahr, womit die Anlage in den Besitz der Stadt überging.
Der Verbindung der Wassernetze von St. Georgsberg und Ratzeburg machte Schwierigkeiten, da der Wasserstand im St. Georgsberger Turm 4 m höher lag als im Wasserturm an der Ratzeburger Hindenburghöhe. Nach dem Gesetz der verbundenen Röhren wäre der Ratzeburger Turm übergelaufen. Erst 1935 gelang der Zusammenschluss, nachdem der Ratzeburger Turm erhöht worden war.
In den 1970er Jahren erwiesen sich die Wasserversorgungsanlagen Ratzeburgs als so störanfällig und veraltet, dass die Stadt sich zum Bau eines neuen Wasserwerks entschloss. 1976 gingen die Anlagen in Betrieb.
Die Wasserversorgung Ratzeburgs erfolgt heute über die Vereinigten Stadtwerke. An das Versorgungsnetz sind sechs Wasserwerke mit insgesamt 21 Brunnen angeschlossen. Das Wasser wird aus 40 m bis 140 m Tiefe gefördert.